# آموزش ستم‌دیدگان

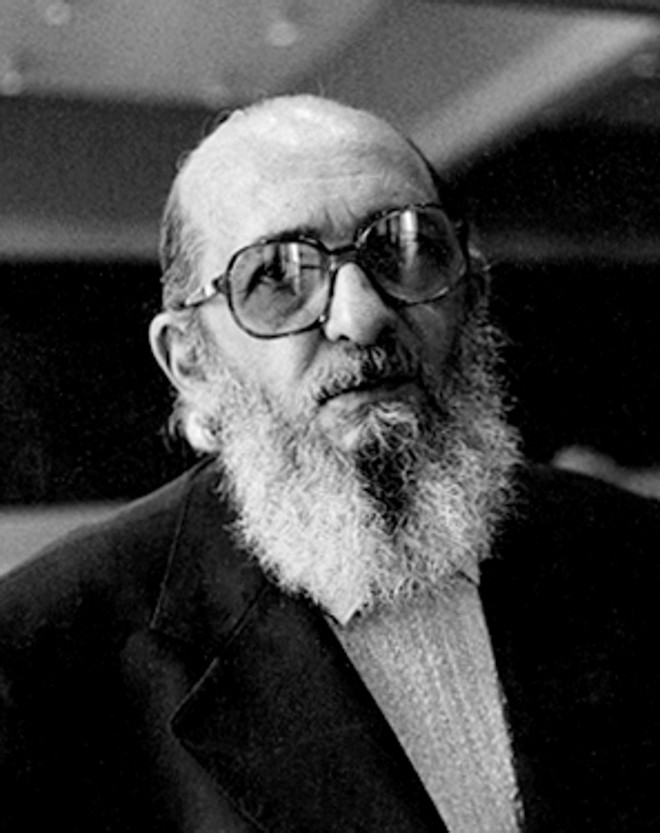
پائولو فریره، نویسنده کتاب آموزش ستم‌دیدگان

آموزش ستمدیدگان (به انگلیسی: Pedagogy of the Oppressed)، کتابی است از معلم برزیلی پائولو فریره که بین سال‌های ۱۹۶۷ تا ۱۹۶۸ به زبان پرتغالی نوشته شده‌است، و اولین بار در سال ۱۹۶۸ به زبان اسپانیایی منتشر شد. ترجمه انگلیسی آن در سال ۱۹۷۰، و اصل پرتغالی در سال ۱۹۷۲ در پرتغال و سپس دوباره در سال ۱۹۷۴ در برزیل منتشر شد. این کتاب یکی از متون بنیادی علوم پرورشی انتقادی به‌شمار می‌رود و علوم پرورشی را با رابطه‌ای جدید بین معلم، دانش‌آموز و جامعه پیشنهاد می‌کند.
فریره که به ستم‌دیدگان اختصاص دارد و بر اساس تجربه خود در کمک به بزرگسالان برزیلی برای خواندن و نوشتن، تحلیل دقیق طبقه مارکسیست را در کاوش در رابطه بین استعمارگر و استعمارشده گنجانده‌است. فریر در این کتاب، آموزش سنتی را «الگوی آموزش بانکی» می‌نامد، زیرا با دانش‌آموز به‌عنوان ظرفی خالی رفتار می‌کند که باید مانند قلک با دانش پر شود. او استدلال می‌کند که آموزش باید با یادگیرنده به‌عنوان یک هم‌ساز دانش رفتار کند.
تا سال ۲۰۰۰، این کتاب بیش از ۷۵۰۰۰۰ نسخه در سراسر جهان فروخته بود.: 9  آموزش ستم‌دیدگان سومین کتاب پر استناد در علوم اجتماعی است.

## پیشینه و انتشار
به‌دلیل کودتای ۱۹۶۴ برزیل، جایی که دیکتاتوری نظامی با حمایت ایالات متحده برقرار شد، پائولو فریره از کشور خود تبعید شد، تبعیدی که ۱۶ سال به‌طول انجامید. پس از اقامت کوتاهی در بولیوی، در نوامبر ۱۹۶۴ به شیلی نقل مکان کرد و تا آوریل ۱۹۶۹ در آن‌جا اقامت گزید تا یک موقعیت شغلی موقت در دانشگاه هاروارد پذیرفت. اقامت چهار و نیم ساله او در شیلی از نظر فکری، آموزشی و ایدئولوژیکی بر او تأثیر گذاشت و به نظریه و تحلیلی که در کتاب «آموزش ستم‌دیدگان» ارائه می‌کند کمک شایانی کرد. به قول خود فریره:
زمانی که [آموزش ستم‌دیدگان] را نوشتم، از قبل متقاعد شده بودم که طبقات اجتماعی دارای مشکل هستند. علاوه بر این، من این کتاب را بر اساس تجربه خود با دهقانان در شیلی نوشتم. کاملاً از فرایند هژمونی ایدئولوژیک و معنای آن متقاعد شده بودم. وقتی صحبت دهقانان را می‌شنیدم، کل مشکل مکانیسم سلطه را (که در فصل اول کتاب تحلیل می‌کنم) تجربه کردم… مطمئناً در اولین نوشته‌هایم این را به صراحت بیان نکردم، زیرا هنوز آن را چنین درک نکرده بودم… [آموزش ستم‌دیدگان] کاملاً در یک واقعیت تاریخی قرار دارد.

## خلاصه
آموزش ستم‌دیدگان در چهار فصل و یک مقدمه تنظیم شده‌است.: vii–viii  متن مقدمه شامل متنی است که روی آن نوشته شده‌است: «به ستم‌دیدگان و کسانی که با آن‌ها رنج می‌برند و در کنار آن‌ها می‌جنگند».: v 
در مقدمه، فریره زمینه‌ای برای کار خود ارائه می‌دهد و مخالفت بالقوه با ایده‌های خود را ترسیم می‌کند. او توضیح می‌دهد که تفکرش از تجربه‌اش به‌عنوان معلم، هم در برزیل و هم در دوران تبعید سیاسی نشأت می‌گیرد. در این مدت، او متوجه شد که شاگردانش یک ترس ناخودآگاه از آزادی دارند، یا بهتر است بگوییم: ترس از تغییر شکل دنیا.: ۳۵  فریر سپس انتقادات احتمالی را که معتقد است کتابش با آن مواجه خواهد شد، بیان می‌کند.: ۳۷  مخاطبان مورد نظر فریره رادیکال‌ها هستند — افرادی که جهان را در حال تغییر و سیال می‌بینند — و او اذعان می‌کند که استدلال او به احتمال زیاد عناصر لازم برای ساختن آموزش‌ها در واقعیت‌های مادی معین را از دست می‌دهد.: ۳۷–۳۹  فریر با استناد به روش خود در یافتن آزادی بر اساس تجربه طبقه فقیر و متوسط در زمینه آموزش، اظهار می‌دارد که ایده‌های او ریشه در واقعیت دارند، و نه صرفاً نظری نیستند.: ۳۷ 
در فصل اول، فریره توضیح می‌دهد که چرا او معتقد است که آموزش رهایی‌بخش ضروری است. فریره با توصیف مشکل اصلی نوع بشر در تأیید هویت خود به‌عنوان انسان، اظهار می‌دارد که همه برای این تلاش می‌کنند، اما ظلم و ستم بسیاری از مردم را از درک این وضعیت تأیید بازمی‌دارد. به این می‌گویند انسان‌زدایی.: ۴۳  انسان‌زدایی، زمانی که افراد عینیت می‌یابند، به‌دلیل بی‌عدالتی، استثمار و ظلم صورت می‌گیرد. آموزش ستم‌دیدگان تلاش فریره برای کمک به ستم‌دیدگان برای بازپس‌گیری انسانیت از دست‌رفته خود و دست‌یابی به انسان‌سازی کامل است.: ۴۴ فریره مراحلی را بیان می‌کند که با آن ستم‌دیدگان می‌توانند انسانیت خود را بازیابند و با کسب دانش دربارهٔ خود مفهوم انسان‌سازی شروع می‌شود.
برای مظلومان آسان است که با ستم‌گران خود بجنگند تا به نقطه مقابل آنچه که در حال حاضر هستند تبدیل شوند. به عبارت دیگر، این فقط آن‌ها را ظالم می‌کند و چرخه را از نو شروع می‌کند. برای این‌که دوباره انسان کامل شوند، باید ستم‌گران را شناسایی کنند و با هم برای رهایی تلاش کنند. گام بعدی در رهایی این است که بفهمیم هدف ستم‌گران چیست. ظالمان صرفاً مادی‌گرا هستند.: ۵۸  آن‌ها انسان‌ها را به‌عنوان اشیا می‌بینند و با سرکوب افراد می‌توانند صاحب انسان‌ها شوند. آن‌ها ممکن است آگاهانه ستم‌دیدگان را سرکوب نکنند، مالکیت را بر انسانیت ارج نهند، و اساساً رفتار خود را غیرانسانی کنند. درک این امر مهم است زیرا هدف ستم‌دیدگان تنها کسب قدرت نیست. این است که اجازه دهیم همه افراد کاملاً انسان شوند تا هیچ ظلمی وجود نداشته باشد.
فریره بیان می‌کند که وقتی ستمدیدگان ظلم خود را درک کردند و ستم‌گران خود را کشف کردند، گام بعدی گفتگو یا مشورت با دیگران برای رسیدن به هدف انسان‌سازی است. فریر همچنین رویدادهای دیگری را در این سفر که ستم‌دیدگان باید انجام دهند برجسته می‌کند. موقعیت‌های زیادی وجود دارد که مظلوم باید مراقب آن‌ها باشد؛ مثلاً باید از تلاش ظالمان برای کمک به مظلوم آگاه باشند. این افراد به دروغ سخاوتمند می‌شوند و برای کمک به مظلوم ابتدا باید از نظر روحی و محیطی کاملاً مظلوم شد. فقط ستم‌دیدگان می‌توانند اجازه دهند که بشریت بدون هیچ مصداق عینی شدن کاملاً انسان شود.
در فصل ۲، فریره نظریات خود را در مورد آموزش بیان می‌کند. اولین مورد موضوع بحث، مدل بانک‌داری آموزش است. او معتقد است ماهیت اساسی آموزش، روایتی‌بودن است. یک نفر حقایق و ایده‌ها را می‌گوید (معلم) و دیگران فقط گوش می‌دهند و همه چیز را حفظ می‌کنند (دانش‌آموزان). هیچ ارتباطی با زندگی واقعی آن‌ها وجود ندارد و در نتیجه یک سبک یادگیری بسیار منفعل ایجاد می‌شود. این شکل از آموزش، مدل بانکی آموزش نامیده می‌شود. مدل بانکی ارتباط تنگاتنگی با ظلم دارد. بر این واقعیت بنا شده‌است که معلم همه چیز را می‌داند و افراد فرودستی وجود دارند که باید آنچه را که به آن‌ها گفته می‌شود بپذیرند. آنها اجازه ندارند دنیا یا معلمان خود را زیر سؤال ببرند. این فقدان آزادی، مقایسه بین مدل بانکی آموزش و ظلم را برجسته می‌کند. فریره بر کنار گذاشتن الگوی آموزش بانک‌داری و اتخاذ الگوی طرح مسئله تأکید دارد. این مدل بحث بین معلم و دانش‌آموز را تشویق می‌کند. این امر مرز بین این دو را محو می‌کند زیرا همه در کنار یکدیگر یادمی‌گیرند و برابری و عدم ظلم ایجاد می‌کند. راه‌های زیادی وجود دارد که مدل بانکی آموزش با ظلم هم‌سو می‌شود. اساساً دانش‌آموز را از انسانیت خارج می‌کند. اگر آن‌ها طوری تربیت شوند که یاد بگیرند لوح‌های سفیدی که توسط معلم ساخته می‌شوند، هرگز نمی‌توانند جهان را زیر سؤال ببرند. این شکل از آموزش آن‌ها را تشویق می‌کند که فقط آنچه را که بر آن‌ها تحمیل شده‌است بپذیرند و آن را درست بپذیرند. این گام اول انسان‌سازی را بسیار دشوار می‌کند. اگر آن‌ها شنوندگانی منفعل تربیت شوند، هرگز نخواهند توانست به این موضوع پی ببرند که حتی ستم‌گرانی وجود دارند.
از فصل ۳ برای بسط ایده گفت‌وگوی فریره استفاده می‌شود. او ابتدا اهمیت کلمات را توضیح می‌دهد و این‌که آن‌ها باید هم عمل و هم تأمل را منعکس کنند. گفت‌وگو تفاهم بین افراد مختلف و عملی از روی عشق، تواضع و ایمان است. این استقلال کامل را برای دیگران فراهم می‌کند تا جهان را تجربه کنند. فریره توضیح می‌دهد که مربیان نحوه نگرش دانش‌آموزان به جهان و تاریخ را شکل می‌دهند. آن‌ها باید با توجه به دیدگاه دانش‌آموزان از زبان استفاده کنند. آن‌ها باید اجازه «تحقیق موضوعی» را بدهند: کشف مسائل مختلف مرتبط و ایده‌ها برای دوره‌های زمانی مختلف. این توانایی تفاوت بین حیوان و انسان است. حیوانات بر خلاف انسان‌هایی که تاریخ را درک می‌کنند و از آن برای شکل‌دادن به زمان حال استفاده می‌کنند، در زمان حال گیر کرده‌اند. فریر توضیح می‌دهد که ستم‌دیدگان معمولاً قادر به دیدن مشکلات زمان خود نیستند و ستم‌گران از این نادانی تغذیه می‌کنند. فریره همچنین بر اهمیت این که مربیان ستم‌گر نباشند و دانش‌آموزان خود را عینیت ندهند، تؤکید می‌کند. مربیان و دانش‌آموزان باید به‌عنوان یک تیم برای یافتن مشکلات تاریخ و حال تلاش کنند.
فریره روند چگونگی رهایی واقعی ستم‌دیدگان را در فصل ۴ بیان می‌کند. او روش‌های مورد استفاده ستم‌گران را برای سرکوب بشریت و اقداماتی که مستضعفان می‌توانند برای رهایی بشریت انجام دهند را توضیح می‌دهد. ابزارهایی که ظالمان استفاده می‌کنند «اقدامات ضد دیالوژیک» نامیده می‌شوند و راه‌هایی که مظلومان می‌توانند بر آن غلبه کنند، «اقدامات گفت‌وگویی» است. چهار اقدام ضد دیالوژیک شامل تسخیر، دست‌کاری، تفرقه بینداز و حکومت کن و تهاجم فرهنگی است. از سوی دیگر، چهار کنش گفت‌وگو عبارتند از: اتحاد، شفقت، سازمان‌دهی و ترکیب فرهنگی.